# Sergio Bonelli Editore
Pour les articles homonymes, voir Sergio Bonelli et Bonelli.

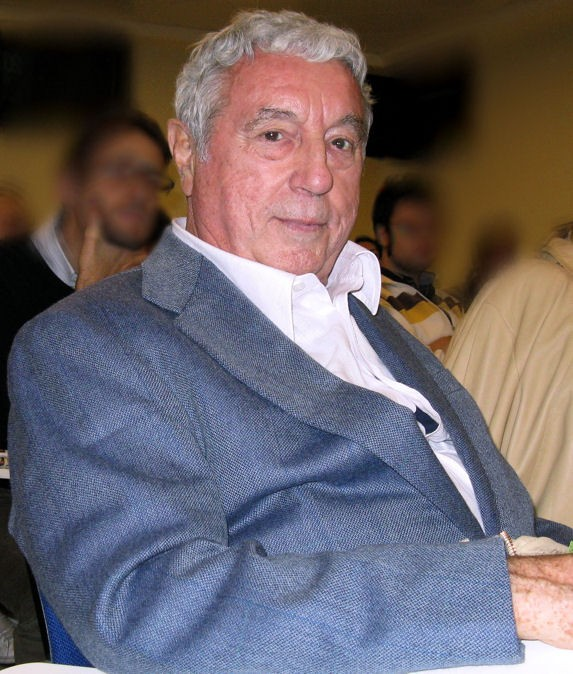
Sergio Bonelli

Bonelli est l'une des plus importantes maisons d'édition italiennes de bandes dessinées. Elle fut créée par Gian Luigi Bonelli sous le nom d'Audace, puis devint Cepim puis Daim Press avant de prendre le nom de son créateur. 
Depuis 1957, c'est Sergio Bonelli, fils de Gian Luigi, qui a pris les commandes de la société rebaptisée Sergio Bonelli Editore. Sergio Bonelli est mort en septembre 2011 ; son fils Davide Bonelli lui a succédé au poste de directeur général.

## Publications
- Tex Willer (1948–)
- Il Piccolo Ranger (1958–1985)
- Zagor (1961–)
- Alan Mistero (1965)
- Capt'ain Swing (1966–2000)
- Storia del West (1967–1980)
- The Protagonists (1974–1975)
- Mister No (1975–2006)
- Akim (1976–1980)
- A Man, an Adventure (1976–1980)
- Ken Parker (1977–1984)
- Judas (1979–1980)
- Martin Mystère (1982-)
- Gil (1982–1983)
- Bella & Bronco (1984)
- Dylan Dog (1986–)
- Nick Raider (1988–2005)
- Nathan Never (1991–)
- Zona X (1992–1999)
- Almanacs Series (1993–)
- Legs Weaver (1995–2005)
- Magico Vento (1997–2010)
- Napoleone (1997–2006)
- Agenzia Alfa (1997-)
- Brendon (1998–2014)
- Julia (1998–)
- Jonathan Steele (1999–2004)
- Gea (1999–2005)
- Dampyr (2000–)
- Leo Pulp (2001–2007)
- Gregory Hunter (2001–2002)
- Asteroide Argo (2002-2017)
- Brad Barron (2005–2006)
- Demian (2006–2007)
- Volto Nascosto (2008–2009)
- Jan Dix (2008–2010)
- Lilith (2008–)
- Caravan (2009–2010)
- Greystorm (2009–2010)
- Cassidy (2010–2011)
- Saguaro (2011–2014)
- Adam Wild (2014–2016)
- Shanghai Devil (2011–2013)
- Le storie (2012–)
- Dragonero (2013–)
- Orfani (2013–)
- Lukas (2014–2016)
- Morgan Lost (2015–)
- Coney Island (2015–)
- Tropical Blues (2015–)
- Hellnoir (2015–2016)
- Ut (2016)
- Mercurio Loi (2017–)
- Il commissario Ricciardi (2017–)
- 4 Hoods (2018)
- Creepy Past (2018)
- Cani sciolti (2018–2019)
- Il confine (2019–)
- Odessa (2019–2021)
- Darwin (2019–2020)
- K-11 (2019–2021)
- Attica (2019–2020)
- La Divina Congrega (2021–)
- Nero (2021–)
- Simulacri (2022–)
- Eternity (2022–)
- Mr. Evidence (2022–)

### France
Cet éditeur est connu en France grâce à de nombreuses séries dont la plupart sont parues en petit format, principalement chez Mon journal et aux éditions Lug :
- Tex Willer, paru dans Rodéo
- Zagor, paru dans Nevada puis dans Yuma
- Capt'ain Swing
- Miki le ranger, paru dans Yuma puis dans Nevada
- Mister No
- Martin Mystère, paru dans Ombrax
- Ombrax
- Ken Parker, paru dans Long Rifle
- Dylan Dog
- Nathan Never

### Documentation
- Henri Filippini (int. par  Jean-Pierre Fuéri), « Bonelli al'dente », BoDoï, no 37,‎ janvier 2001, p. 60-62.